# Powódź w stanie Maharashtra (2005)
Powódź w stanie Maharashtra – powódź błyskawiczna, która nawiedziła indyjski stan Maharashtra w lipcu 2005. Woda zalała m.in. ważny ośrodek miejski Indii – Mumbaj. Powódź wywołały obfite opady atmosferyczne, niespotykane nawet jak na porę monsunową. W ciągu jednego dnia, 26 lipca, spadło 944 mm opadów. Stanowi to jeden z największych opadów dobowych zanotowanych w Indiach; więcej spadło tylko 6 maja 2004 w Aminidivi ma Lakszadiwach. Powódź spowodowała śmierć 1094 osób.
Woda zalała około 1/3 powierzchni Mumbaju, a miasto zostało nieomal odcięte od reszty kraju. Zamknięto porty lotnicze, komunikacja kolejowa również została wstrzymana, uniemożliwiając około 150 tysiącom ludzi powrót do domów. Dopiero po 36 godzinach udało się uruchomić kolejową komunikację podmiejską. Z powodu powodzi zamknięto także wszystkie szkoły w stanie. Woda zalała też inne miejscowości stanu warstwą wody o wysokości do 2 metrów.
Straty materialne na skutek powodzi są bardzo wysokie, nie tylko z powodu zniszczeń, ale także wynikające z wstrzymania pracy w przemyśle i handlu. Również giełda w Mumbaju, główna giełda kraju, musiała częściowo zawiesić swoją działalność.